# Пригибский
Пригибский — хутор в Калининском районе Краснодарского края.
Входит в состав Гривенского сельского поселения.

## Население
| 2002 | 2010 |
| ---- | ---- |
| 482  | ↘428 |